# 하바 나길라
하바 나길라(히브리어: הבה נגילה, Hava Nagila)는 이스라엘의 민요이다. 제목은 히브리어로 "모두 함께 기뻐하자"는 뜻으로, 가사와 같이 여러 사람이 모여 기뻐할 일이 있을 때에 주로 부른다.
밸푸어 선언을 기념하기 위해 1918년 작곡되었으며 곡조는 하시딤의 전통적인 음악를 바탕으로 하고 있다. 유대인 음악가 Abraham Zevi Idelsohn이 시편 118편을 바탕으로 하여 현대 히브리어 가사를 붙였고 1922년 처음 녹음되었다.